# Rijksstad Buchhorn
De Rijksstad Buchhorn was een rijksstad van het Heilige Roomse Rijk. In 1500 werd de stadstaat ingedeeld bij de Zwabische Kreits. Na 1811 heet de stad Friedrichshafen. De stad ligt in de Duitse deelstaat Baden-Württemberg

## Geschiedenis

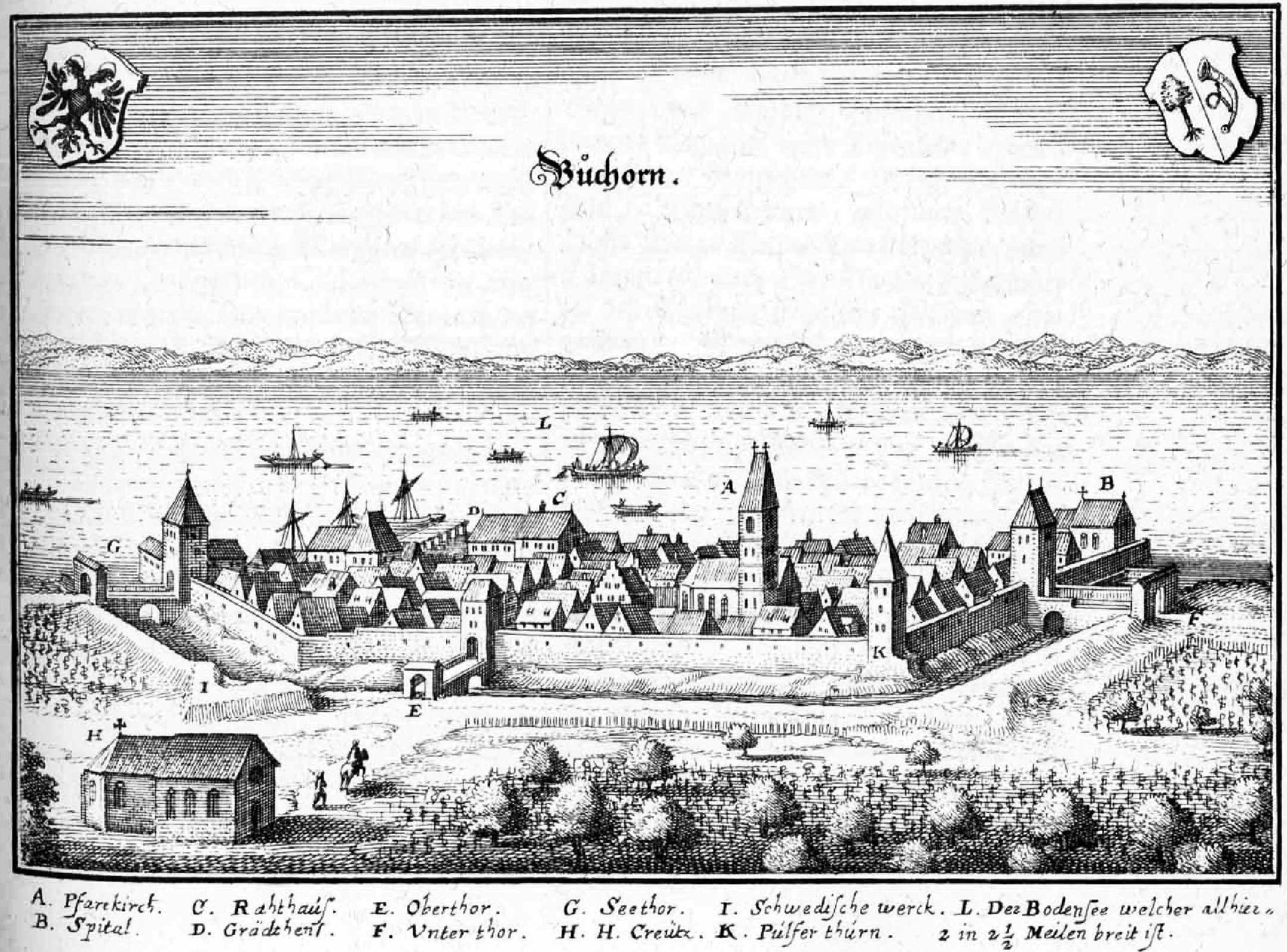
Merian-prent van Buchhorn, midden 17e eeuw
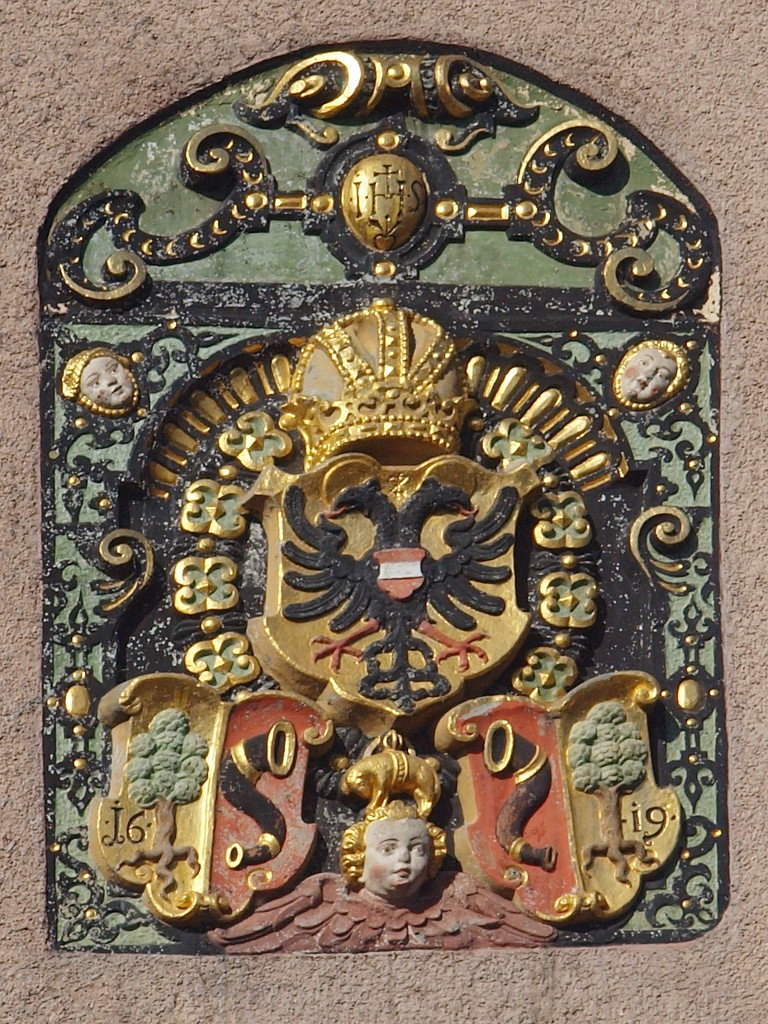
Gevelsteen met het stadswapen van Buchhorn, in het gemeentehuis van de oostelijke buurgemeente Eriskirch

Buchhorn aan het Bodenmeer wordt in 838 voor het eerst vermeld. Omstreeks 1040 blijken er graven van Buchhorn te bestaan. Na het uitsterven van dit gravengeslacht in 1089 vallen de goederen aan de Welfen en van deze in 1189 aan de Hohenstaufen. De laatsten bouwen de stad uit, die in 1241 in een Rijksbelastinglijst voorkomt. In het midden van de dertiende eeuw, bij het verval van de macht van de Hohenstaufen, wordt Buchhorn rijksstad. Koning Rudolf verpandt de stad aan de graven van Werdenberg, maar in 1323 herkrijgt de stad haar rijksvrijheid.
In 1472 verwerft de stad van het prinsbisdom Konstanz de heerlijkheid Baumgarten-Eriskirch.
In de Reichsdeputationshauptschluss van 25 februari 1803 werd in artikel 2 de inlijving bij het keurvorstendom Beieren geregeld.
In het verdrag van Parijs van 18 mei 1810 tussen de koninkrijken Beieren en Württemberg wordt Buchhorn door Beieren aan Württemberg afgestaan.
In 1811 wordt Buchhorn met Hofen samengevoegd tot een nieuwe stad, die naar koning Frederik I van Württemberg de naam Friedrichshafen krijgt.